# جونزبورو (ایندیانا)
جونزبورو، ایندیانا (به انگلیسی: Jonesboro, Indiana) یک شهر در ایالات متحده آمریکا با جمعیت ۱٬۷۵۶ نفر است که در ایندیانا واقع شده‌است.

## موقعیت جغرافیایی
موقعیت جغرافیایی شهرها و مناطق اطراف به شرح زیر است: